# 宋义进
宋义进（韓語：송의진，1997年3月11日—，游戏ID：Rookie），韩国《英雄联盟》电子竞技运动员，现滔搏电子竞技俱乐部中路选手，英雄联盟2018赛季全球总决赛冠军成员。